# Harry Van Barneveld
Harry Van Barneveld (Amsterdam, 18 februari 1967) is een voormalig Belgisch judoka 6e dan. Op de Olympische Zomerspelen 1996 won hij een bronzen medaille in de categorie +95kg. Hij werd in totaal 18 keer Belgisch kampioen.
In 2003 werd hij politieagent, en later inspecteur bij de zone Brussel-Hoofdstad Elsene. In 2013 werd hij inspecteur bij de zone Oostende. In die PZ werkt ook zijn partner en voormalig judoka Inge Clement.

## Erelijst
2000
- ARAL Grand Prix (in Praag) +100kg
- Belgisch kampioenschap (in Aalst) +100kg
- 9e Olympische Spelen (in Sydney) +100kg

1999
- Wereldkampioenschap (in Birmingham) open categorie
- Belgisch kampioenschap (in Aalst) +100kg

1998
- Europees kampioenschap (in Oviedo) open categorie
- 7e Europees kampioenschap (in Oviedo) +100kg
- World Cup van Praag +100kg
- Belgische kampioenschap (in Aalst) +100kg
- Belgische Open kampioenschappen(in Wezet) +100kg

1997
- Wereldkampioenschappen (in Parijs) open categorie
- Europese kampioenschappen (in Oostende) +95kg
- Europese kampioenschappen (in Oostende) open categorie
- Nederlandse open kampioenschappen (in 's-Hertogenbosch) +95kg
- Belgische kampioenschappen (in Herentals) +95kg

1996
- Olympische Spelen (in Atlanta) +95kg
- Europese kampioenschappen (in Den Haag) open categorie
- ASKO Worldcup van Leonding +95kg

1995
- 5e Wereldkampioenschappen (in Tokio) open categorie
- Europese kampioenschappen (in Birmingham) open categorie
- Belgisch kampioenschap (in Etterbeek) +95kg
- Belgische Open kampioenschappen (in Wezet) open categorie

1994
- Trofee van Vlaanderen Herentals +95kg
- Europese kampioenschappen (in Gdańsk) open categorie
- 7e Europese kampioenschappen (in Gdańsk) +95kg
- World Cu van Warschau +95kg
- Belgische kampioenschappen (in Etterbeek) +95kg
- Belgische Open kampioenschappen (in Wezet) +95kg

1993
- Trofee 'Guido Sieni' Sassari	+95kg
- 7e Europese kampioenschappen (in Athene) +95kg
- Europese kampioenschappen (in Athene) open categorie
- Belgische kampioenschappen (in Etterbeek) open categorie
- Belgische Open kampioenschappen (in Wezet) open categorie
- Belgische open kampioenschappen (in Wezet) +95kg

1992
- Jigoro Kano Cup ( in Tokio) open categorie
- 5e Olympische Spelen (in Barcelona) +95kg
- Europese kampioenschappen (in Parijs) open categorie
- Belgische kampioenschappen (in Etterbeek) +95kg

1991
- 5e Wereldkampioenschappen (in Barcelona) open categorie
- 7e Wereldkampioenschappen (in Barcelona) +95kg
- ASKO World Cup van Leonding +95kg
- Belgische kampioenschappen (in Etterbeek) +95kg

1990
- Wereldkampioenschappen voor militairen (in Dakar) open categorie
- Wereldkampioenschappen voor militairen (in Dakar) +95kg
- Europese kampioenschappen (in Frankfurt) open categorie
- Europese kampioenschappen (in Frankfurt) +95kg
- Belgische open kampioenschappen (in Wezet) +95kg

1989
- Wereldkampioenschappen voor militairen (in Rio de Janeiro) +95kg
- Wereldkampioenschappen voor militairen (in Rio de Janeiro) open categorie
- Europese kampioenschappen (in Helsinki) open categorie
- 7e Europese kampioenschappen (in Helsinki) +95kg
- Belgische kampioenschappen (in Etterbeek) +95kg
- Belgische open kampioenschappen (in Wezet) +95kg